# Nati il 21 novembre
| Questa pagina contiene informazioni ricavate automaticamente dalle voci biografiche con l'ausilio del template Bio e di un bot. L'aggiornamento è periodico e automatico e ricostruisce completamente la pagina. Se manca una persona in questa lista, sei pregato di non aggiungerla, ma accertati piuttosto che la sua voce biografica contenga il template Bio e che i dati anagrafici siano correttamente compilati. Se il template Bio manca, inseriscilo tu stesso o, in alternativa, metti l'avviso {{tmp\|Bio}} che ne segnala la mancanza. Se i dati riportati sono sbagliati, correggi direttamente la voce biografica; le modifiche saranno visibili in questa lista entro pochi giorni. Per chiarimenti vedi il progetto biografie. La lista contiene solo le 1.081 persone che sono citate nell'enciclopedia e per le quali è stato implementato correttamente il template Bio. Pagina aggiornata al 17 ago 2025. |

## XV secolo(2)
- 1431 - Giovanni de' Rossi, condottiero italiano († 1502)
- 1495 - John Bale, vescovo cattolico, drammaturgo e storico inglese († 1563)

## XVI secolo(9)
- 1536 - Jean Vauquelin de La Fresnaye, poeta e scrittore francese († 1606)
- 1537 - Fadrique Álvarez de Toledo y Enríquez de Guzmán, nobile e militare spagnolo († 1583)
- 1546 - Giovanni Antonio Paracca, scultore italiano († 1599)
- 1553 - Filippo Luigi I di Hanau-Münzenberg, tedesco († 1580)
- 1566 - Francesco Cennini de' Salamandri, cardinale italiano († 1645)
- 1567 - Anne de Xainctonge, religiosa francese († 1621)
- 1578 - Francesco Ingoli, presbitero e giurista italiano († 1649)
- 1582 - François Maynard, poeta e scrittore francese († 1646)
- 1596 - René de Voyer de Paulmy d'Argenson, politico francese († 1651)

## XVII secolo(13)
- 1604 - Filippo Picinelli, prete e teologo italiano († 1678)
- 1610 - Giovanni Francesco Marcorelli, compositore e organista italiano († 1651)
- 1621 - Niccolò Maria Pallavicino, gesuita, scrittore e teologo italiano († 1692)
- 1638 - Luca Tozzi, medico italiano († 1717)
- 1640 - Heinrich Franz von Mansfeld, nobile, diplomatico e militare austriaco († 1715)
- 1643 - Georg Samuel Doerfel, astronomo e teologo tedesco († 1688)
- 1659 - Giambattista Canneti, oratore, poeta e religioso italiano († 1730)
- 1662 - Bernhard Otto von Rehbinder, generale svedese († 1742)
- 1673 - Nicolas Mahudel, gesuita, archeologo e numismatico francese († 1747)
- 1688 - Antonio Visentini, pittore, architetto e incisore italiano († 1782)
- 1689 - Giacomo I di Monaco, principe († 1751)
- 1692 - Carlo Innocenzo Frugoni, librettista e poeta italiano († 1768)
- 1694 - Voltaire, filosofo, drammaturgo e storico francese († 1778)

## XVIII secolo(41)
- 1705 - Leopoldo Andrea Guadagni, giurista italiano († 1785)
- 1710 - Paolo Renier, politico e diplomatico italiano († 1789)
- 1717 - Cristina Enrichetta d'Assia-Rheinfels-Rotenburg, principessa tedesca († 1778)
- 1718 - Friedrich Wilhelm Marpurg, critico musicale, compositore e teorico della musica tedesco († 1795)
- 1723 - Étienne Noël Damilaville, filosofo e enciclopedista francese († 1768)
- 1725 - Leopoldo Marco Antonio Caldani, fisiologo e anatomista italiano († 1813)
- 1729 - Josiah Bartlett, politico e medico statunitense († 1795)
- 1733 - Guillaume Rouby de Cals, imprenditore e economista francese († 1807)
- 1742 - Edmund Boyle, VII conte di Cork, nobile irlandese († 1798)
- 1742 - Alessandro Felici, compositore e violinista italiano († 1772)
- 1746 - Giuseppe Maria Peruzzi, vescovo cattolico italiano († 1830)
- 1748 - Andrea Colonna di Stigliano, generale italiano († 1820)
- 1753 - Johann Ludwig Josef von Cobenzl, politico e diplomatico austriaco († 1809)
- 1754 - Gaetano Grano, latinista e letterato italiano († 1828)
- 1755 - Mateo Albéniz, compositore e organista spagnolo († 1831)
- 1756 - Saverio Scrofani, storico, economista e scrittore italiano († 1835)
- 1758 - Eugenio Federico di Württemberg, nobile († 1822)
- 1761 - Dorothea Jordan, attrice teatrale inglese († 1816)
- 1763 - Johann Rudolf von Buol-Schauenstein, diplomatico austriaco († 1834)
- 1765 - Bernard Howard, XII duca di Norfolk, nobile inglese († 1842)
- 1768 - Friedrich Schleiermacher, filosofo e teologo tedesco († 1834)
- 1770 - Troilo Malipiero, scrittore e filosofo italiano († 1829)
- 1771 - Luigi Maria Richieri di Montichieri, generale italiano († 1835)
- 1773 - Henry Vassall-Fox, III barone Holland, politico inglese († 1840)
- 1774 - Elisabetta Canori Mora, italiana († 1825)
- 1775 - Josef Servas d'Outrepont, ginecologo tedesco († 1845)
- 1775 - Johann Heinrich Walch, compositore tedesco († 1855)
- 1782 - Antonio Beffa Negrini, militare italiano († 1839)
- 1785 - William Beaumont, medico statunitense († 1853)
- 1787 - Barry Cornwall, poeta inglese († 1874)
- 1787 - Samuel Cunard, armatore e imprenditore inglese († 1865)
- 1789 - Cesare Balbo, nobile, patriota e politico italiano († 1853)
- 1790 - Edmund Lyons, militare e diplomatico britannico († 1858)
- 1791 - Giovanni Battista Nazari, politico italiano († 1871)
- 1791 - Heinrich Ritter, filosofo tedesco († 1869)
- 1792 - Clemente Solaro della Margarita, politico italiano († 1869)
- 1798 - Jérôme-Adolphe Blanqui, economista francese († 1854)
- 1798 - Ferdinand Langlé, drammaturgo e giornalista francese († 1867)
- 1799 - Giuseppe Dabormida, generale e politico italiano († 1869)
- 1799 - Alessandro Gonzaga, principe di Castiglione, militare e letterato tedesco († 1850)
- 1800 - Georges Carrel, presbitero, scienziato e divulgatore scientifico italiano († 1870)

## XIX secolo(164)
- 1804 - Antonio Massidda, generale italiano
- 1804 - Wilhelm Waiblinger, poeta tedesco († 1830)
- 1805 - Mariano Benito Barrio Fernández, cardinale spagnolo († 1876)
- 1805 - Johannes Classen, filologo classico e educatore tedesco († 1891)
- 1805 - Ludwig von Fischer, avvocato e politico svizzero († 1884)
- 1805 - Carlo Luigi Morichini, cardinale e arcivescovo cattolico italiano († 1879)
- 1806 - Carlo Possenti, ingegnere e politico italiano († 1872)
- 1807 - Alexander Henry Haliday, entomologo irlandese († 1870)
- 1808 - Camillo Rondani, entomologo italiano († 1879)
- 1809 - Francesco Bubani, avvocato e politico italiano († 1874)
- 1809 - Filippo Cammarota, arcivescovo cattolico italiano († 1876)
- 1810 - Matteo Pescatore, giurista, magistrato e politico italiano († 1879)
- 1811 - Quintino Guanciali, scrittore e bibliotecario italiano († 1883)
- 1811 - Zeng Guofan, generale, politico e nobile cinese († 1872)
- 1815 - Josep Oriol Mestres, architetto spagnolo († 1895)
- 1816 - Antonio Amary, geologo italiano († 1857)
- 1816 - Adriana van Ravenswaay, pittrice olandese († 1872)
- 1817 - Richard Brooke Garnett, generale statunitense († 1863)
- 1817 - Genova Thaon di Revel, nobile, militare e patriota italiano († 1910)
- 1818 - Guido Borromeo, politico e nobile italiano († 1890)
- 1818 - Lewis Henry Morgan, etnologo e antropologo statunitense († 1881)
- 1819 - Edward Frederick Kelaart, fisico e naturalista britannico († 1860)
- 1819 - Elisabeth Jerichau-Baumann, pittrice polacca († 1881)
- 1819 - Alessandro Rossi, imprenditore e politico italiano († 1898)
- 1821 - Carl Bolle, botanico e ornitologo tedesco († 1909)
- 1821 - Auguste Van Heule, arcivescovo cattolico e missionario belga († 1865)
- 1824 - Giuseppe Franchetti, filantropo e imprenditore italiano († 1903)
- 1824 - Hieronymus Theodor Richter, chimico e mineralogista tedesco († 1898)
- 1825 - Jacob Emanuel Gaisser, pittore tedesco († 1899)
- 1826 - Clemente Corte, patriota e politico italiano († 1895)
- 1827 - Carlo Guerrieri Gonzaga, politico e militare italiano († 1913)
- 1829 - Petrus Augustus de Génestet, poeta e teologo olandese († 1861)
- 1830 - Nikolaj Nikolaevič Obručev, generale russo († 1904)
- 1833 - Antonio Maria Saeli, vescovo cattolico italiano († 1900)
- 1833 - Giovanni Battista Unterveger, fotografo italiano († 1912)
- 1834 - Hetty Green, imprenditrice statunitense († 1916)
- 1836 - Roberto Perrone di San Martino, militare italiano († 1900)
- 1840 - Vittoria di Sassonia-Coburgo-Gotha, principessa inglese († 1901)
- 1841 - Luigi Maria d'Albertis, esploratore, naturalista e botanico italiano († 1901)
- 1842 - Francesco Filomusi Guelfi, giurista e politico italiano († 1922)
- 1843 - Gaston Tissandier, chimico, aviatore e editore francese († 1899)
- 1844 - Ivan Andreevič Arapov, ufficiale russo († 1913)
- 1844 - Ada Cambridge, scrittrice e poetessa britannica († 1926)
- 1844 - Vladan Đorđević, politico e scrittore serbo († 1930)
- 1844 - Francis Leon, attore teatrale, cantante e danzatore statunitense
- 1845 - Giovanni Battista Alton, scrittore austro-ungarico († 1900)
- 1845 - Otto Warth, architetto e docente tedesco († 1918)
- 1849 - Andrew Murray, I visconte Dunedin, politico e giudice scozzese († 1942)
- 1849 - Paul Rée, filosofo, scrittore e aforista tedesco († 1900)
- 1850 - Ettore Cercone, pittore e militare italiano († 1896)
- 1851 - Désiré-Joseph Mercier, cardinale, arcivescovo cattolico e filosofo belga († 1926)
- 1851 - Leslie Ward, pittore inglese († 1922)
- 1852 - Francisco Tárrega, compositore e chitarrista spagnolo († 1909)
- 1853 - Ḥusayn Kāmil, sultano egiziano († 1917)
- 1854 - Papa Benedetto XV, papa, arcivescovo cattolico e cardinale italiano († 1922)
- 1856 - J. C. Christensen, politico danese († 1930)
- 1857 - Columbano Bordalo Pinheiro, pittore portoghese († 1929)
- 1857 - Manuel Estrada Cabrera, politico guatemalteco († 1924)
- 1857 - Augustin Gérard, generale francese († 1926)
- 1857 - Fergus Suter, calciatore scozzese († 1916)
- 1858 - Aristide Bari, sindacalista italiano († 1911)
- 1858 - Bruno Schmitz, architetto tedesco († 1916)
- 1858 - Alois von Schönburg-Hartenstein, generale austro-ungarico († 1944)
- 1860 - Kintarō Hattori, imprenditore giapponese († 1934)
- 1860 - Tom Horn, esploratore, detective e pistolero statunitense († 1903)
- 1861 - Mario Giacinto Peracca, erpetologo italiano († 1923)
- 1861 - Domenico Rupolo, architetto italiano († 1945)
- 1862 - Charles Charlemont, artista marziale francese († 1942)
- 1862 - John Paul Goode, cartografo statunitense († 1932)
- 1862 - Giovanni Oberti, vescovo cattolico italiano († 1942)
- 1862 - Ernesto Giacomo Parodi, scrittore, letterato e filologo italiano († 1923)
- 1862 - Luigi Parpagliolo, scrittore e naturalista italiano († 1953)
- 1863 - Giovanni Battista Cossetti, organista, compositore e direttore di banda italiano († 1955)
- 1863 - Claud Jacob, militare britannico († 1948)
- 1863 - Arthur Quiller-Couch, scrittore, critico letterario e poeta britannico († 1944)
- 1864 - Francesco Musoni, geologo e storico italiano († 1926)
- 1866 - Ercolano Marini, arcivescovo cattolico, teologo e scrittore italiano († 1950)
- 1866 - Oskar Messter, regista e inventore tedesco († 1943)
- 1866 - Sigbjørn Obstfelder, poeta norvegese († 1900)
- 1866 - Cesare Sarfatti, avvocato e politico italiano († 1924)
- 1867 - Vladimir Ipatieff, chimico russo († 1952)
- 1868 - Pietro Aleksandrovič di Oldenburg, nobile († 1924)
- 1868 - Federico Tinoco Granados, politico e generale costaricano († 1931)
- 1869 - Cristoforo Alasia, matematico italiano († 1918)
- 1869 - Zaida Ben-Yusuf, fotografa inglese († 1933)
- 1869 - Karl Heilbronner, psichiatra tedesco († 1914)
- 1869 - Henry Ludwell Moore, economista statunitense († 1958)
- 1870 - Aleksandr Berkman, anarchico russo († 1936)
- 1870 - Sigfrid Edström, dirigente sportivo svedese († 1964)
- 1872 - Alfredo Bartoli, latinista e traduttore italiano († 1954)
- 1873 - Pierre Payssé, ginnasta francese († 1938)
- 1874 - Henri Deloge, mezzofondista francese († 1961)
- 1874 - Evelyn Beatrice Longman, scultrice statunitense († 1954)
- 1874 - Antonio Pietrantoni, geologo italiano († 1952)
- 1877 - Sigfrid Karg-Elert, compositore, docente e organista tedesco († 1933)
- 1878 - Gustav Radbruch, politico e giurista tedesco († 1949)
- 1878 - Henry Thomas, scrittore, bibliografo e ispanista britannico († 1952)
- 1878 - Clara Westhoff, scultrice tedesca († 1954)
- 1880 - Enrico Bruna, canottiere italiano († 1921)
- 1880 - Carlo Costamagna, giurista, politologo e politico italiano († 1965)
- 1880 - Franz Hessel, scrittore e traduttore tedesco († 1941)
- 1881 - Giulio Bergmann, politico italiano († 1956)
- 1881 - Domenico Buratti, pittore, poeta e illustratore italiano († 1960)
- 1881 - Francesco Calvo Burillo, presbitero spagnolo († 1936)
- 1881 - Guglielmo Ciarlantini, pittore e architetto italiano († 1959)
- 1882 - Frederick Gamage, compositore di scacchi statunitense († 1956)
- 1882 - Edward Stanlaw Jordan, imprenditore statunitense († 1958)
- 1882 - Harold Lowe, marinaio britannico († 1944)
- 1883 - Carlo Magno Magni, calciatore, arbitro di calcio e giornalista italiano († 1942)
- 1883 - Jean Hippolyte Marchand, pittore, incisore e illustratore francese († 1940)
- 1883 - Guido Sutermeister, archeologo e ingegnere svizzero († 1964)
- 1884 - Bob Burns, attore statunitense († 1957)
- 1884 - Carlo Calcaterra, critico letterario italiano († 1952)
- 1884 - Louis Coolsaet, ciclista su strada francese († 1941)
- 1885 - Vito Fazio-Allmayer, filosofo e pedagogista italiano († 1958)
- 1885 - Aldo Oberdorfer, germanista, saggista e antifascista italiano († 1941)
- 1886 - Harold Nicolson, politico, diplomatico e scrittore britannico († 1968)
- 1887 - Hein ter Poorten, generale olandese († 1968)
- 1888 - Virgilio Chiesa, insegnante e storico svizzero († 1971)
- 1888 - Viktor Alekseevič Savin, poeta e drammaturgo sovietico († 1943)
- 1888 - Albert Weber, calciatore tedesco († 1940)
- 1889 - Étienne Drioton, egittologo e archeologo francese († 1961)
- 1889 - Isotta Gervasi, medico italiano († 1967)
- 1889 - Niels Larsen, tiratore a segno danese († 1969)
- 1889 - Ermelinda Rigon, insegnante italiana († 1973)
- 1890 - Ettore Leonida Martin, astronomo italiano († 1966)
- 1890 - Dante Parini, scultore e pittore italiano († 1969)
- 1890 - Nello Quilici, giornalista e scrittore italiano († 1940)
- 1890 - Miloš Weingart, slavista e pedagogo ceco († 1939)
- 1891 - Just Göbel, calciatore olandese († 1984)
- 1891 - Alfred Sturtevant, genetista e biologo statunitense († 1970)
- 1893 - Ernst Grünfeld, scacchista austriaco († 1962)
- 1893 - Harry Ryan, pistard britannico († 1961)
- 1893 - Władysław Strzemiński, pittore polacco († 1952)
- 1894 - Corinne Griffith, attrice, produttrice cinematografica e scrittrice statunitense († 1979)
- 1894 - Géza Kertész, calciatore e allenatore di calcio ungherese († 1945)
- 1894 - Max Miller, comico e attore britannico († 1963)
- 1895 - Marcel Brion, scrittore, critico letterario e storico dell'arte francese († 1984)
- 1895 - William Gerhardie, scrittore e drammaturgo inglese († 1977)
- 1895 - Josef Mattauch, chimico austriaco († 1976)
- 1895 - Ranieri d'Asburgo-Lorena, nobile († 1930)
- 1896 - Marvin Loback, attore statunitense († 1938)
- 1896 - Massimo Pellicano, scrittore, giornalista e pittore italiano († 1967)
- 1897 - Yoseph Colombo, rabbino italiano († 1975)
- 1897 - Julia Heron, scenografa statunitense († 1977)
- 1897 - Roberto Pane, storico dell'architettura e architetto italiano († 1987)
- 1897 - Mollie Steimer, attivista, scrittrice e fotografa sovietica († 1980)
- 1897 - Veza Canetti, poetessa, scrittrice e commediografa austriaca († 1963)
- 1897 - Louis Tronnier, generale tedesco († 1952)
- 1898 - Karl Kurz, allenatore di calcio e calciatore austriaco († 1933)
- 1898 - René Magritte, pittore belga († 1967)
- 1898 - Vittorio Necchi, imprenditore italiano († 1975)
- 1899 - Bennie Borgmann, cestista, giocatore di baseball e allenatore di pallacanestro statunitense († 1978)
- 1899 - Lidia Franchetti, artista russa († 1980)
- 1899 - Salvatore Frascino, critico letterario e educatore italiano († 1969)
- 1899 - Jobyna Ralston, attrice statunitense († 1967)
- 1899 - Ettore Zapparoli, alpinista italiano († 1951)
- 1900 - Humbert Achamer-Pifrader, giurista, militare e agente segreto austriaco († 1945)
- 1900 - Alice Calhoun, attrice statunitense († 1966)
- 1900 - Jean Hans, ciclista su strada francese († 1959)
- 1900 - Celso Ranieri, generale e aviatore italiano († 1966)
- 1900 - Emanuel Ringelblum, storico polacco († 1944)
- 1900 - Riccardo Salvador, politico italiano († 1993)
- 1900 - Enrico Simonini, calciatore italiano († 1959)

## XX secolo(821)
- 1901 - Johannes Driesch, pittore, ceramista e grafico tedesco († 1930)
- 1901 - Amerigo Pispoli, politico italiano († 1980)
- 1901 - Raymond Sentubéry, calciatore francese († 1981)
- 1901 - Thawan Thamrongnawasawat, politico e militare thailandese († 1988)
- 1901 - Giacomo Vaghi, basso italiano († 1978)
- 1902 - Stefan Frenkel, violinista e docente polacco († 1979)
- 1902 - Margherita Maria Guaini, religiosa italiana († 1994)
- 1902 - Ferenc Hirzer, calciatore e allenatore di calcio ungherese († 1957)
- 1902 - Olena Ivanivna Kazymyrčak-Polons'ka, astronoma ucraina († 1992)
- 1902 - Alberto Pozzi, calciatore italiano († 1966)
- 1902 - Bruno Saetti, pittore e incisore italiano († 1984)
- 1902 - Michail Andreevič Suslov, politico sovietico († 1982)
- 1903 - Étienne Lamotte, presbitero, storico delle religioni e orientalista belga († 1983)
- 1903 - Michail Nikolaevič Loginov, ingegnere e progettista sovietico († 1940)
- 1904 - Coleman Hawkins, sassofonista statunitense († 1969)
- 1904 - Giacinto Solito, regista e montatore italiano († 1991)
- 1905 - Andrea Da Passano, fumettista e illustratore italiano († 1993)
- 1905 - Izrail' Markovič Jampol'skij, violinista e musicologo sovietico († 1976)
- 1905 - Elka de Levie, ginnasta olandese († 1979)
- 1905 - Freddie Lindstrom, giocatore di baseball statunitense († 1981)
- 1905 - Tat'jana Nikolaevna Lukaševič, regista cinematografica sovietica († 1972)
- 1907 - Giorgio Amendola, partigiano, scrittore e politico italiano († 1980)
- 1907 - Mario Del Cittadino, calciatore italiano († 1980)
- 1907 - Charles Korvin, attore ungherese († 1998)
- 1907 - Darling Légitimus, attrice e cantautrice francese († 1999)
- 1907 - Ernesto Mascheroni, calciatore uruguaiano († 1984)
- 1907 - Buck Ram, compositore, paroliere e produttore discografico statunitense († 1991)
- 1907 - Angelo D'Agostino, politico italiano († 1978)
- 1908 - José Bianco, scrittore, giornalista e traduttore argentino († 1986)
- 1908 - Tommaso Demaria, teologo e filosofo italiano († 1996)
- 1908 - Salo Flohr, scacchista cecoslovacco († 1983)
- 1908 - Miguel Itzigsohn, astronomo argentino († 1978)
- 1908 - Walter Marcacci, calciatore italiano († 1989)
- 1908 - Tadeusz Pankiewicz, farmacista polacco († 1993)
- 1908 - Franz Pfnür, sciatore alpino tedesco († 1996)
- 1908 - Giuseppe Spinelli, politico italiano († 1987)
- 1909 - Pier Lorenzo De Vita, fumettista italiano († 1990)
- 1909 - Gian Alberto Dell'Acqua, critico d'arte e storico dell'arte italiano († 2004)
- 1909 - Mario Franzil, politico italiano († 1973)
- 1909 - Charles Frend, regista e montatore britannico († 1977)
- 1909 - Hermann Paul Müller, pilota motociclistico tedesco († 1975)
- 1909 - Octacílio, calciatore brasiliano († 1967)
- 1909 - Dria Paola, attrice italiana († 1993)
- 1909 - Imre Serényi, calciatore ungherese († 1956)
- 1910 - Renato Del Frate, direttore della fotografia italiano († 1962)
- 1910 - Camille Michielsen, ciclista su strada belga († 1983)
- 1910 - Qian Zhongshu, letterato e scrittore cinese († 1998)
- 1910 - Lucien Tulot, ciclista su strada francese († 1990)
- 1910 - 'Abd al-Aziz ibn 'Abd Allah ibn Baz, teologo saudita († 1999)
- 1911 - Vittorio Cossio, fumettista italiano († 1984)
- 1911 - Ercole Gallegati, lottatore italiano († 1990)
- 1911 - Dorothy Granger, attrice statunitense († 1995)
- 1911 - Sisto Scilligo, sciatore di pattuglia militare e fondista italiano († 1992)
- 1912 - Tullio Gonnelli, velocista italiano († 2005)
- 1912 - Pierre Grimal, filologo classico e latinista francese († 1996)
- 1912 - Eleanor Powell, attrice e ballerina statunitense († 1982)
- 1912 - Augusto Rado, tennista italiano († 1996)
- 1912 - Shūji Sano, attore giapponese († 1978)
- 1913 - Giovanni Baixeras Berenguer, religioso spagnolo († 1936)
- 1913 - Volker von Collande, attore, regista e sceneggiatore tedesco († 1990)
- 1913 - Vintilă Cossini, calciatore rumeno († 2000)
- 1914 - Giuseppe Armosino, politico italiano († 1987)
- 1914 - Abdelkrim Dali, cantante e musicista algerino († 1978)
- 1914 - Michael Grant, storico e numismatico britannico († 2004)
- 1914 - Henri Laborit, medico, biologo e filosofo francese († 1995)
- 1914 - Abd al-Karim Qasim, generale e politico iracheno († 1963)
- 1915 - Franco Castellani, attore italiano († 1983)
- 1915 - Franco Monaco, giornalista e scrittore italiano († 2021)
- 1915 - Arnaldo Salvi, calciatore italiano († 2002)
- 1916 - Sid Luckman, giocatore di football americano statunitense († 1998)
- 1917 - Emilio Capri, calciatore italiano
- 1917 - Chung Il-kwon, generale, politico e diplomatico sudcoreano († 1994)
- 1917 - Cecilio Pisano, calciatore uruguaiano († 1945)
- 1918 - Bernard Perlin, pittore statunitense († 2014)
- 1918 - Hubert Sijen, ciclista su strada olandese († 1965)
- 1918 - Babe Ziegenhorn, cestista statunitense († 1970)
- 1919 - Paul Bogart, regista e produttore televisivo statunitense († 2012)
- 1919 - Vincenzo Ciaravolo, militare italiano († 1940)
- 1919 - Heros Cuzari, avvocato e politico italiano († 1970)
- 1919 - Gert Fredriksson, canoista svedese († 2006)
- 1919 - Josef Jennewein, aviatore e sciatore alpino tedesco († 1943)
- 1919 - Georges Leenheere, pallanuotista belga
- 1920 - Luciano Barca, giornalista, scrittore e partigiano italiano († 2012)
- 1920 - Walter Fritzsch, calciatore e allenatore di calcio tedesco orientale († 1997)
- 1920 - Francisco Galindo, cestista messicano
- 1920 - Ralph Meeker, attore statunitense († 1988)
- 1920 - Nicola Monti, tenore italiano († 1993)
- 1920 - Stan Musial, giocatore di baseball statunitense († 2013)
- 1920 - Vincenzo Mutolo, medico e politico italiano († 1991)
- 1920 - Janine Reding, pianista e pedagoga belga († 2015)
- 1920 - Emanuele Sodini, calciatore italiano
- 1921 - Franco Berlanda, partigiano, architetto e urbanista italiano († 2019)
- 1921 - Vivian Blaine, attrice e cantante statunitense († 1995)
- 1921 - Antonio Nonis, allenatore di calcio e calciatore italiano († 2008)
- 1921 - Eli Riva, scultore italiano († 2007)
- 1921 - Aldo Tozzetti, politico e sindacalista italiano († 1997)
- 1921 - Annie Vernay, attrice francese († 1941)
- 1922 - María Casarès, attrice spagnola († 1996)
- 1922 - Marjorie Housepian Dobkin, scrittrice e insegnante statunitense († 2013)
- 1923 - Helen Horton, attrice statunitense († 2009)
- 1923 - Romeo Panciroli, arcivescovo cattolico italiano († 2006)
- 1923 - Evgenija Rjabuškina, cestista sovietica († 2018)
- 1923 - Rodolfo Sacco, giurista italiano († 2022)
- 1923 - Emanuele Tuttobene, carabiniere italiano († 1980)
- 1923 - Xie Jin, regista cinese († 2008)
- 1923 - Alvaro Zian, calciatore italiano († 2007)
- 1924 - Joseph Campanella, attore statunitense († 2018)
- 1924 - Vittorino Colombo, politico italiano († 2014)
- 1924 - Michel Holley, architetto francese († 2022)
- 1924 - Pietro Morelli, ingegnere e aviatore italiano († 2008)
- 1924 - Milka Planinc, politica croata († 2010)
- 1924 - Christopher Tolkien, scrittore britannico († 2020)
- 1925 - José Carlos Bauer, calciatore e allenatore di calcio brasiliano († 2007)
- 1925 - Raymond Jean, scrittore francese († 2012)
- 1925 - Veljko Kadijević, generale e politico jugoslavo († 2014)
- 1925 - Vinicio Sabbatini, calciatore italiano († 2016)
- 1926 - Anna Anni, costumista e scenografa italiana († 2011)
- 1926 - William Wakefield Baum, cardinale e arcivescovo cattolico statunitense († 2015)
- 1926 - Pietro Ceccarelli, attore e stuntman italiano († 1993)
- 1926 - Albert Nijenhuis, matematico olandese († 2015)
- 1926 - Prem Nath, attore e regista indiano († 1992)
- 1927 - Bruno Alfier, calciatore italiano († 2011)
- 1927 - Gordy Christian, hockeista su ghiaccio statunitense († 2017)
- 1927 - Jean Howell, attrice statunitense († 1996)
- 1927 - Barbara Rütting, attrice tedesca († 2020)
- 1928 - Wim Crouwel, designer olandese († 2019)
- 1928 - Tor Jevne, calciatore norvegese († 2001)
- 1928 - Bruno Perini, giornalista italiano
- 1928 - Viktor Fёdorovič Sokolov, regista sovietico († 2015)
- 1929 - Benedetto De Angelis, ex calciatore e allenatore di calcio italiano
- 1929 - Marilyn French, scrittrice statunitense († 2009)
- 1929 - Mikael Imru, politico etiope († 2008)
- 1930 - Arthur Bialas, calciatore tedesco orientale († 2012)
- 1930 - Lewis Binford, archeologo statunitense († 2011)
- 1930 - Anthony Downs, politologo statunitense († 2021)
- 1930 - Saulo Haarla, attore finlandese († 1971)
- 1930 - Bryn Meredith, ex rugbista a 15 gallese
- 1930 - Milan Ribar, allenatore di calcio e calciatore jugoslavo († 1996)
- 1930 - Bepi Romagnoni, pittore italiano († 1964)
- 1931 - Revaz Dogonadze, chimico sovietico († 1985)
- 1931 - Patrick Dougherty, vescovo cattolico australiano († 2010)
- 1931 - Giorgio Fachini, ex tennista italiano
- 1931 - Joyce Harrington, scrittrice statunitense († 2011)
- 1931 - Boris Kristančić, cestista e allenatore di pallacanestro jugoslavo († 2015)
- 1931 - Bruno Nattino, calciatore italiano († 2021)
- 1931 - Branislav Rajačić, allenatore di pallacanestro jugoslavo († 1992)
- 1931 - Jim Ringo, giocatore di football americano statunitense († 2007)
- 1932 - Beryl Bainbridge, scrittrice britannica († 2010)
- 1932 - Roberto Bencivenga, giornalista, conduttore televisivo e dirigente d'azienda italiano
- 1932 - Ottorino Bettarello, rugbista a 15 italiano († 1991)
- 1932 - Enrico Lancia, critico cinematografico e storico del cinema italiano
- 1932 - Claude Moliterni, fumettista, scrittore e sceneggiatore francese († 2009)
- 1932 - Carlo Rovini, scrittore, poeta e pubblicista italiano († 1988)
- 1932 - Viktor Živolub, regista sovietico
- 1933 - Henry Hartsfield, astronauta statunitense († 2014)
- 1933 - Jacques Redard, ex cestista svizzero
- 1933 - Jean Shepard, cantante statunitense († 2016)
- 1933 - Etta Zuber Falconer, educatrice e matematica statunitense († 2002)
- 1934 - Rolf Bjørn Backe, calciatore norvegese († 2012)
- 1934 - Bouke Beumer, politico olandese († 2022)
- 1934 - Jack Kehoe, attore statunitense († 2020)
- 1934 - Laurence Luckinbill, attore statunitense
- 1934 - Guido Messore, compositore, organista e direttore di coro italiano
- 1934 - Alberto Jover Piamonte, arcivescovo cattolico filippino († 1998)
- 1934 - William Píriz, ex calciatore uruguaiano
- 1934 - Quitman Sullins, cestista statunitense († 2019)
- 1934 - Logan Tait, cestista canadese († 2016)
- 1934 - Carl-Henning Wijkmark, scrittore svedese († 2020)
- 1935 - Terry Adlington, allenatore di calcio e calciatore inglese († 1994)
- 1935 - Michael Chapman, direttore della fotografia, regista e sceneggiatore statunitense († 2020)
- 1935 - Giacomo Del Gratta, calciatore italiano († 2018)
- 1935 - David Frish, ex cestista israeliano
- 1935 - Roberto Patrignani, pilota motociclistico, giornalista e scrittore italiano († 2008)
- 1935 - Krzysztof Sitkowski, cestista polacco († 1988)
- 1936 - Victor Chang, medico cinese († 1991)
- 1936 - Salvatore Chirolli, politico italiano
- 1936 - James DePreist, direttore d'orchestra statunitense († 2013)
- 1936 - Maurizio Galli, vescovo cattolico italiano († 2008)
- 1936 - Giuseppe Marra, giornalista e editore italiano
- 1936 - Enzo Polidori, politico italiano († 2021)
- 1936 - Yumi Shirakawa, attrice giapponese († 2016)
- 1937 - Erminio Bagnasco, scrittore, giornalista e militare italiano († 2022)
- 1937 - Tina Howe, drammaturga, traduttrice e sceneggiatrice statunitense († 2023)
- 1937 - Ferenc Kósa, regista e sceneggiatore ungherese († 2018)
- 1937 - Federico Palomba, politico e magistrato italiano
- 1937 - Ingrid Pitt, attrice polacca († 2010)
- 1937 - Svetlana Kana Radević, architetta jugoslava († 2000)
- 1937 - Marlo Thomas, attrice e comica statunitense
- 1937 - Gus Trikonis, attore, regista e ballerino statunitense
- 1938 - Mario Bresolin, ex calciatore italiano
- 1938 - David Clines, biblista e docente australiano († 2022)
- 1938 - Robert Drivas, attore e regista teatrale statunitense († 1986)
- 1938 - Helen, attrice e danzatrice indiana
- 1938 - Ettore Saletti, politico italiano
- 1939 - Budd Dwyer, politico statunitense († 1987)
- 1939 - Willie Evans, calciatore ghanese († 2014)
- 1939 - Rick Lenz, attore e commediografo statunitense
- 1939 - Erasmo Recami, fisico italiano († 2021)
- 1939 - Jeannot Szwarc, regista, sceneggiatore e produttore televisivo francese († 2025)
- 1939 - Bobby Thomson, ex calciatore scozzese
- 1940 - Terry Dischinger, cestista e allenatore di pallacanestro statunitense († 2023)
- 1940 - Richard Marcinko, militare e scrittore statunitense († 2021)
- 1940 - José de la Paz Herrera, calciatore e allenatore di calcio honduregno († 2021)
- 1940 - Eva Rieger, musicologa tedesca
- 1941 - İdil Biret, pianista turca
- 1941 - Dr. John, cantautore, pianista e chitarrista statunitense († 2019)
- 1941 - Stanisław Dragan, pugile polacco († 2007)
- 1941 - Julio Anguita, politico spagnolo († 2020)
- 1941 - John Hough, regista inglese
- 1941 - Juliet Mills, attrice britannica
- 1941 - David Porter, musicista e cantante statunitense
- 1941 - María Luisa Souza, ex nuotatrice messicana
- 1941 - Margriet de Moor, scrittrice e traduttrice olandese
- 1942 - Enrico Ciacci, chitarrista e compositore italiano († 2018)
- 1942 - Antonio D'Atena, giurista italiano
- 1942 - Julia Hamari, mezzosoprano e contralto ungherese
- 1942 - Al Matthews, attore e cantante statunitense († 2018)
- 1942 - Franco Parigi, politico italiano
- 1942 - Giovanni Senzani, ex brigatista italiano
- 1942 - Randall D. Smith, imprenditore statunitense
- 1942 - Aristide Tanzi, giurista italiano († 2005)
- 1942 - Heidemarie Wieczorek-Zeul, politica tedesca
- 1943 - Afa, wrestler samoano americano († 2024)
- 1943 - Phil Bredesen, politico statunitense
- 1943 - Brigitte Broch, scenografa tedesca
- 1943 - Pier Paolo Calzolari, artista italiano
- 1943 - Jacques Laffite, ex pilota automobilistico francese
- 1943 - Orlando de la Torre, calciatore peruviano († 2022)
- 1944 - Paolo Accaputo, ex maratoneta italiano
- 1944 - Tom Bogs, pugile danese († 2023)
- 1944 - Alberto Bruschi, antiquario, storico e collezionista d'arte italiano († 2021)
- 1944 - Ross Collinge, ex canottiere neozelandese
- 1944 - Valer Dorneanu, giurista e politico rumeno
- 1944 - Dick Durbin, politico statunitense
- 1944 - Earl Monroe, ex cestista statunitense
- 1944 - Harold Ramis, attore, sceneggiatore e regista statunitense († 2014)
- 1945 - Goldie Hawn, attrice, regista e cantante statunitense
- 1945 - Gabi Teichner, ex cestista israeliano
- 1946 - Dieter Birnbacher, filosofo tedesco
- 1946 - Luisella Cavallini, politica italiana
- 1946 - Emma Cohen, attrice, regista e sceneggiatrice spagnola († 2016)
- 1946 - Andrew Davis, regista statunitense
- 1946 - Francesco Pizzetti, giurista italiano
- 1947 - Dino Balestra, dirigente d'azienda e scrittore svizzero
- 1947 - Jorge Coulón, musicista e politico cileno
- 1947 - Alcione Dias Nazareth, cantante e musicista brasiliana
- 1947 - Renato Dionisi, ex astista italiano
- 1947 - Klaus Peeck, attore tedesco
- 1947 - Gaetano Piepoli, politico italiano
- 1947 - Michel Sogny, pianista francese
- 1947 - Ronald Taylor, cestista e attore statunitense († 2019)
- 1947 - Felix Toppo, arcivescovo cattolico indiano
- 1947 - Ezio Vendrame, calciatore, allenatore di calcio e scrittore italiano († 2020)
- 1948 - Wilhelm Baues, ex canoista tedesco
- 1948 - César Borges, politico brasiliano
- 1948 - John Bundrick, tastierista e pianista statunitense
- 1948 - Bernardo Lanzetti, cantautore italiano
- 1948 - Irving Allen Lee, attore statunitense († 1992)
- 1948 - Werner Lorant, calciatore e allenatore di calcio tedesco († 2025)
- 1948 - Raman Parimala, matematica indiana
- 1948 - Dori Pierson, sceneggiatrice statunitense
- 1948 - Mick Rock, fotografo britannico († 2021)
- 1948 - Deborah Shelton, attrice statunitense
- 1948 - Michel Suleiman, politico e generale libanese
- 1948 - Ugo Tani, ex calciatore italiano
- 1948 - Dino Viérin, politico italiano
- 1949 - Kazumasa Hirai, ex sollevatore giapponese
- 1949 - Anatolij Kuksov, calciatore e allenatore di calcio sovietico († 2022)
- 1949 - Lars Leijonborg, politico svedese
- 1949 - Juan Alberto Puiggari, arcivescovo cattolico argentino
- 1949 - Ignazio Visco, economista e banchiere italiano
- 1950 - Marie Bergman, cantante svedese
- 1950 - Tommy Craig, allenatore di calcio e ex calciatore scozzese
- 1950 - Takashi Hiraide, poeta, scrittore e critico letterario giapponese
- 1950 - Alberto Juantorena, ex mezzofondista e velocista cubano
- 1950 - Gennadij Karponosov, ex danzatore su ghiaccio sovietico
- 1950 - Bertrand Meyer, ingegnere francese
- 1950 - Álvaro Noboa, politico e imprenditore ecuadoriano
- 1950 - Tuomari Nurmio, cantautore finlandese
- 1950 - Lawrence Thomas Persico, vescovo cattolico statunitense
- 1950 - Gary Pihl, chitarrista statunitense
- 1950 - Bruno Pilaš, calciatore jugoslavo († 2011)
- 1950 - Martha Schwartz, architetto statunitense
- 1951 - Cees Bal, ex ciclista su strada e pistard olandese
- 1951 - Elisabetta Dejana, biologa italiana
- 1951 - Reggie Garrett, ex giocatore di football americano statunitense
- 1951 - Gregory John Hartmayer, arcivescovo cattolico statunitense
- 1951 - John Neely Kennedy, politico statunitense
- 1951 - Bianca Maria Pirazzoli, attrice teatrale e regista teatrale italiana († 1998)
- 1951 - Guglielmo Spinello, ex pugile italiano
- 1951 - Tiziana Valpiana, politica italiana
- 1952 - Eamonn Coghlan, ex mezzofondista irlandese
- 1952 - Franz-Reiner Erkens, storico tedesco
- 1952 - Pietro Ghedin, allenatore di calcio e ex calciatore italiano
- 1952 - Giuseppe Lelj, dirigente sportivo, allenatore di calcio e ex calciatore italiano
- 1952 - Lorna Luft, attrice e cantante statunitense
- 1952 - Eimuntas Nekrošius, regista teatrale lituano († 2018)
- 1952 - Steve Swindells, tastierista inglese
- 1953 - Arnold Cassola, politico e storico maltese
- 1953 - Roberto Centaro, politico e magistrato italiano
- 1953 - Luc Cyr, arcivescovo cattolico canadese
- 1953 - Patrick Dumas, fumettista francese
- 1953 - Fábio Jr., cantante, attore e musicista brasiliano
- 1953 - Lisa Goldstein, scrittrice di fantascienza statunitense
- 1953 - Conny Karlsson, allenatore di calcio e ex calciatore svedese
- 1953 - Beth Labson Freeman, giudice statunitense
- 1953 - Linda Morabito, astronoma canadese
- 1953 - Klára Rajnai, ex canoista ungherese
- 1953 - Daniel Sanchez, ex calciatore e allenatore di calcio francese
- 1953 - Francesco Stanzione, allenatore di calcio e ex calciatore italiano
- 1954 - Simon Fisher Turner, musicista, cantautore e compositore inglese
- 1954 - Daniela Hamaui, giornalista italiana
- 1954 - Jonas Kazlauskas, ex cestista e allenatore di pallacanestro lituano
- 1954 - Carmine Marcantonio, ex calciatore italiano
- 1954 - Giōrgos Mauropsaridīs, montatore greco
- 1955 - Cedric Maxwell, ex cestista e allenatore di pallacanestro statunitense
- 1956 - Chaka Fattah, politico statunitense
- 1956 - Cherry Jones, attrice statunitense
- 1956 - Mitsugu Nomura, ex calciatore giapponese
- 1956 - Cynthia Rhodes, attrice, ex ballerina e cantante statunitense
- 1956 - Timothy Stack, attore, sceneggiatore e produttore televisivo statunitense
- 1956 - Alfredo Tena Garduño, ex calciatore messicano
- 1956 - Alessandra Valeri Manera, paroliera, autrice televisiva e produttrice televisiva italiana († 2024)
- 1957 - Yehuda Katzav, ex calciatore israeliano
- 1957 - Tita Ruggeri, attrice italiana
- 1957 - Imanuel Schwartz, calciatore israeliano († 2011)
- 1957 - Kōzō Tashima, ex calciatore e dirigente sportivo giapponese
- 1957 - Emmanuel de Waresquiel, storico, biografo e saggista francese
- 1958 - Maurizio Ancidoni, attore italiano († 2019)
- 1958 - Mohamed Bouhdjar, ex giocatore di calcio a 5 algerino
- 1958 - Charlie Cinelli, cantante, bassista e chitarrista italiano
- 1958 - Eddie O'Sullivan, ex rugbista a 15, allenatore di rugby a 15 e docente irlandese
- 1958 - Peter Nguyễn Văn Hùng, presbitero e attivista vietnamita
- 1958 - David Reivers, attore statunitense
- 1959 - Andrzej Iwan, calciatore polacco († 2022)
- 1959 - Mari Mashiba, doppiatrice giapponese
- 1959 - Sergei Ratnikov, ex calciatore estone
- 1959 - Paul Roe, calciatore inglese († 2019)
- 1959 - Sabina Vannucchi, attrice italiana
- 1959 - Naoko Watanabe, doppiatrice giapponese
- 1959 - Tim Wilkison, ex tennista statunitense
- 1960 - Rudolf Anschober, politico austriaco
- 1960 - Mark Bailey, ex rugbista a 15 e storico britannico
- 1960 - Dr. Feelx, conduttore radiofonico, produttore discografico e personaggio televisivo nigeriano († 2017)
- 1960 - Julio Prieto, ex calciatore spagnolo
- 1960 - Andrėj Kabjakoŭ, politico bielorusso
- 1960 - Brian McNamara, attore statunitense
- 1960 - Massimo Meani, ex calciatore italiano
- 1960 - Mario Motta, allenatore di pallavolo italiano
- 1960 - Brian Ritchie, musicista statunitense
- 1961 - Takami Akai, illustratore, animatore e autore di videogiochi giapponese
- 1961 - Martin Andermatt, allenatore di calcio e ex calciatore svizzero
- 1961 - Anthony Brown, politico statunitense
- 1961 - Stefano Bruni, politico italiano
- 1961 - Stefano De Grandis, giornalista e telecronista sportivo italiano
- 1961 - José Luis Espert, economista e politico argentino
- 1961 - Dean Horrix, calciatore inglese († 1990)
- 1961 - Maria Kawamura, attrice e doppiatrice giapponese
- 1961 - Kim Sung-ki, ex calciatore sudcoreano
- 1961 - João Domingos Pinto, allenatore di calcio e ex calciatore portoghese
- 1961 - Alberto Coen Porisini, ingegnere italiano
- 1962 - Sabine Busch, ex ostacolista e velocista tedesca
- 1962 - Stefano Campagna, giornalista italiano († 2014)
- 1962 - Massimo Cavaliere, ex schermidore italiano
- 1962 - Steven Curtis Chapman, musicista, cantautore e produttore discografico statunitense
- 1962 - Christie Claridge, modella e attrice statunitense
- 1962 - Sadanori Hikita, pilota motociclistico giapponese
- 1962 - Greig Nori, produttore discografico, chitarrista e cantante canadese
- 1962 - Alfonso Sabella, magistrato italiano
- 1962 - Rosellina Sbrana, politica e veterinaria italiana
- 1962 - Igor Škamperle, sociologo, critico letterario e alpinista sloveno
- 1962 - Alan Smith, ex calciatore inglese
- 1962 - Christine Vachon, produttrice cinematografica statunitense
- 1962 - Erich von Waldburg-Zeil, principe e imprenditore tedesco
- 1963 - Peter Bosz, allenatore di calcio, dirigente sportivo e ex calciatore olandese
- 1963 - Philippe Chiappe, pilota motonautico francese
- 1963 - Amir Ghalenoei, allenatore di calcio e ex calciatore iraniano
- 1963 - Christie Golden, scrittrice statunitense
- 1963 - Mirosław Gucwa, vescovo cattolico polacco
- 1963 - Moisés Kaufman, regista e drammaturgo venezuelano
- 1963 - Bruno Magne, attore, doppiatore e direttore del doppiaggio francese
- 1963 - Michail Mamiašvili, ex lottatore e dirigente sportivo russo
- 1963 - Jay Nordlinger, giornalista statunitense
- 1963 - Atanas Pašev, ex calciatore bulgaro
- 1963 - Nicollette Sheridan, attrice e ex modella britannica
- 1963 - Pedro Venâncio, ex calciatore portoghese
- 1964 - Claudio Canzian, ex calciatore italiano
- 1964 - Yvette Clarke, politica statunitense
- 1964 - Shane Douglas, wrestler statunitense
- 1964 - Mike Junkin, ex giocatore di football americano statunitense
- 1964 - Deborah Kampmeier, regista e sceneggiatrice statunitense
- 1964 - Katarzyna Kulwicka, ex cestista polacca
- 1964 - Fernando Lopes, nuotatore angolano († 2020)
- 1964 - Pietro Marsetti, ex calciatore ecuadoriano
- 1964 - Massimiliano Medda, comico, conduttore televisivo e attore italiano
- 1964 - John Muldoon, ex calciatore inglese
- 1964 - Olden Polynice, ex cestista haitiano
- 1964 - Tiziano Scanu, disegnatore italiano
- 1964 - Marjorie Vincent, modella statunitense
- 1964 - Rainer Zietsch, allenatore di calcio, dirigente sportivo e ex calciatore tedesco
- 1965 - Björk, cantautrice, compositrice e produttrice discografica islandese
- 1965 - Graziana Borciani, attrice e cantante italiana
- 1965 - Jacky Godoffe, arrampicatore francese
- 1965 - Katharina Greschat, teologa tedesca
- 1965 - Reggie Lewis, cestista statunitense († 1993)
- 1965 - Shlomo Molla, politico etiope
- 1965 - Serge Pelletier, allenatore di hockey su ghiaccio e dirigente sportivo canadese
- 1965 - Veronika Preining, sciatrice austriaca
- 1965 - Ira Sachs, regista, sceneggiatore e produttore cinematografico statunitense
- 1965 - Alexander Siddig, attore britannico
- 1965 - Yuriko Yamaguchi, doppiatrice giapponese
- 1966 - Troy Aikman, ex giocatore di football americano statunitense
- 1966 - Oleksandr Bahač, ex pesista ucraino
- 1966 - Evgenij Il'gizovič Bareev, scacchista russo
- 1966 - Luis Fernando Bohórquez, attore colombiano
- 1966 - Éric Caravaca, attore e regista francese
- 1966 - Alberto Gazale, baritono italiano
- 1966 - Cristiano Godano, cantautore, chitarrista e scrittore italiano
- 1966 - Lorenzo Guerini, politico italiano
- 1966 - Thanasīs Kolitsidakīs, allenatore di calcio e ex calciatore greco
- 1966 - Tom Ricketts, ex giocatore di football americano statunitense
- 1966 - Elisabetta Scano, soprano italiano
- 1966 - Giuseppe Scopelliti, ex politico italiano
- 1966 - Benny Mario Travas, arcivescovo cattolico pakistano
- 1966 - Peter Vermes, allenatore di calcio, ex calciatore e ex giocatore di calcio a 5 statunitense
- 1967 - Ramiz Bisha, ex calciatore albanese
- 1967 - Ken Block, pilota di rally, imprenditore e stuntman statunitense († 2023)
- 1967 - Jean-Marie Cuoq, pilota di rally francese
- 1967 - Toshihiko Koga, judoka giapponese († 2021)
- 1967 - Dragoje Leković, ex calciatore jugoslavo
- 1967 - Amanda Lepore, modella statunitense
- 1967 - Steve Pikiell, ex cestista e allenatore di pallacanestro statunitense
- 1967 - Carlos Javier Regazzoni, politico e medico argentino
- 1968 - Inka Bause, cantante e conduttrice televisiva tedesca
- 1968 - Tamás Bencze, ex cestista ungherese
- 1968 - Todd Farmer, attore e sceneggiatore statunitense
- 1968 - Per Morten Haugen, allenatore di calcio e ex calciatore norvegese
- 1968 - Alex James, bassista britannico
- 1968 - Jørgen Vig Knudstorp, dirigente d'azienda danese
- 1968 - Li Jae-son, ex sollevatore nordcoreano
- 1968 - Salvatore Licitra, tenore italiano († 2011)
- 1968 - Abednego Matilu, ex velocista keniota
- 1968 - Florian Meyer, ex arbitro di calcio tedesco
- 1968 - Luca Panciroli, fumettista italiano
- 1968 - Qiao Hong, tennistavolista cinese
- 1968 - Sabrina Ricciardi, politica italiana
- 1968 - Mark Robinson, ex calciatore inglese
- 1968 - Sean Schemmel, doppiatore, regista e sceneggiatore statunitense
- 1968 - Antonio Tarver, ex pugile statunitense
- 1968 - Ayu Utami, scrittrice e giornalista indonesiana
- 1968 - Francesco Vaccaro, artista italiano
- 1968 - Elkin Fernando Álvarez Botero, vescovo cattolico colombiano († 2023)
- 1969 - Guido Acklin, ex bobbista svizzero
- 1969 - Ken Griffey Jr., ex giocatore di baseball statunitense
- 1969 - Luke Gross, ex rugbista a 15 e allenatore di rugby a 15 statunitense
- 1969 - Jamie Joseph, rugbista a 15 neozelandese
- 1969 - Süleyman Soylu, politico turco
- 1969 - Zoran Stefanović, drammaturgo, scrittore e sceneggiatore serbo
- 1970 - Shobana, attrice indiana
- 1970 - Fanny Gautier, attrice spagnola
- 1970 - Rib Hillis, attore, modello e personaggio televisivo statunitense
- 1970 - Paulinho Santos, ex calciatore portoghese
- 1970 - Diego Pellegrini, ex calciatore italiano
- 1970 - Tom Rooney, politico e avvocato statunitense
- 1970 - Renato Vrbičić, pallanuotista croato († 2018)
- 1971 - Lola Airaghi, fumettista italiana
- 1971 - Serghei Belous, ex calciatore moldavo
- 1971 - Roman Horvat, ex cestista sloveno
- 1971 - Gianluca Impastato, comico italiano
- 1971 - Andrij Jermak, politico, produttore cinematografico e avvocato ucraino
- 1971 - Serhij Koval'ov, allenatore di calcio e ex calciatore ucraino
- 1971 - Patricia N'Goy Benga, ex cestista della Repubblica Democratica del Congo
- 1971 - Andrew Rabutla, ex calciatore sudafricano
- 1971 - Karen Ramírez, cantante britannica
- 1971 - Paolo Sciaccaluga, ex calciatore italiano
- 1971 - Ramondo Stallings, ex giocatore di football americano statunitense
- 1971 - Michael Strahan, ex giocatore di football americano statunitense
- 1972 - Cristina Correnti, ex cestista e dirigente sportiva italiana
- 1972 - Unai Etxebarria, ex ciclista su strada venezuelano
- 1972 - Ian Goodison, ex calciatore giamaicano
- 1972 - Ellen Hidding, conduttrice televisiva e ex modella olandese
- 1972 - Galina Kukleva, ex biatleta russa
- 1972 - Sonia Magarelli, ex pallanuotista italiana
- 1972 - Cristian Moreni, ex ciclista su strada italiano
- 1972 - Miljenko Mumlek, ex calciatore croato
- 1972 - Rain Phoenix, attrice e cantante statunitense
- 1972 - Ina Rama, avvocato albanese
- 1972 - Eyal Ran, ex tennista israeliano
- 1972 - David Tua, ex pugile neozelandese
- 1973 - Jorge Azcón, politico e avvocato spagnolo
- 1973 - Fabio Cinetti, ex calciatore italiano
- 1973 - Danny Kanell, ex giocatore di football americano statunitense
- 1973 - Nicolas Dikoumé, ex calciatore camerunese
- 1973 - Nate Erdmann, ex cestista statunitense
- 1973 - Justin Fitzpatrick, ex rugbista a 15 e allenatore di rugby a 15 irlandese
- 1973 - Cyd Gray, ex calciatore trinidadiano
- 1973 - Hussam Abu Safiya, palestinese
- 1973 - Brook Kerr, attrice statunitense
- 1973 - Angelo Pagotto, allenatore di calcio e ex calciatore italiano
- 1973 - Andrea Pezzi, imprenditore e conduttore televisivo italiano
- 1973 - Inés Sastre, ex modella e attrice spagnola
- 1973 - Silvio Simac, attore e artista marziale croato
- 1973 - Cristina Zavalloni, cantante e compositrice italiana
- 1974 - Stefania Auci, scrittrice italiana
- 1974 - Leonard Bundu, ex pugile sierraleonese
- 1974 - Carlos Estigarribia, ex calciatore paraguaiano
- 1974 - Kevin Jobity, ex cestista canadese
- 1974 - Masanobu Matsunami, allenatore di calcio e ex calciatore giapponese
- 1974 - Jonáš Jozef Maxim, arcivescovo cattolico slovacco
- 1974 - André Schulze, ex ciclista su strada e dirigente sportivo tedesco
- 1975 - Bennett Davison, ex cestista statunitense
- 1975 - Oleg Lotov, ex calciatore kazako
- 1975 - Chris Moneymaker, giocatore di poker statunitense
- 1975 - Paolo Mozzini, ex calciatore italiano
- 1975 - Kensaku Omori, ex calciatore giapponese
- 1975 - Erlend Øye, cantautore e produttore discografico norvegese
- 1975 - Andrea Ruggieri, politico e editorialista italiano
- 1975 - Haim Silvas, allenatore di calcio e ex calciatore israeliano
- 1975 - Miles Simon, ex cestista e allenatore di pallacanestro statunitense
- 1975 - Jimmi Simpson, attore statunitense
- 1975 - Carlos Alberto Teixeira Mariano, ex calciatore portoghese
- 1975 - Heiko Vogel, allenatore di calcio, dirigente sportivo e ex calciatore tedesco
- 1976 - Deressa Chimsa, ex maratoneta etiope
- 1976 - Scott Glosserman, regista, sceneggiatore e produttore cinematografico statunitense
- 1976 - Adelino Lopes, ex calciatore guineense
- 1976 - Todd Lodwick, ex combinatista nordico statunitense
- 1977 - Kodjo Afanou, ex calciatore francese
- 1977 - Mike Batiste, ex cestista e allenatore di pallacanestro statunitense
- 1977 - Annie, cantante e produttrice discografica norvegese
- 1977 - Bruno Berner, allenatore di calcio e ex calciatore svizzero
- 1977 - Guillermo Giacomazzi, allenatore di calcio e ex calciatore uruguaiano
- 1977 - Li Yao, ex calciatore cinese
- 1977 - Pilar Lima, politica spagnola
- 1977 - Mbaye Lamine Niang, calciatore mauritano
- 1977 - Kaori Niyanagi, ex sollevatrice giapponese
- 1977 - Luis Alfredo Ramírez, calciatore honduregno
- 1977 - Tobias Sammet, cantante tedesco
- 1977 - Michael Sorvino, attore e doppiatore statunitense
- 1977 - Mariana Treviño, attrice messicana
- 1977 - Yoshiteru Yamashita, ex calciatore giapponese
- 1978 - Yasmine Al Massri, attrice libanese
- 1978 - Sergiu Costin, ex calciatore rumeno
- 1978 - Petra Dallmann, ex nuotatrice tedesca
- 1978 - David Dixon, ex cestista statunitense
- 1978 - Hrvatin Gudelj, ex calciatore croato
- 1978 - Lucía Jiménez, attrice spagnola
- 1978 - Emil Noll, ex calciatore della Repubblica Democratica del Congo
- 1978 - Chucks Nwoko, ex calciatore nigeriano
- 1978 - Olivier Perez, attore svizzero
- 1978 - Ivo Smoje, allenatore di calcio e ex calciatore croato
- 1978 - Paul Urlovic, ex calciatore neozelandese
- 1978 - Edipo, cantautore italiano
- 1979 - Brandon Dean, ex cestista statunitense
- 1979 - Vincenzo Iaquinta, ex calciatore italiano († 2004)
- 1979 - Abraham Iniga, calciatore salomonese
- 1979 - Anastasija Kapačinskaja, ex velocista russa
- 1979 - Pavol Sedlák, allenatore di calcio e ex calciatore slovacco
- 1979 - Marija Sidorova, pallamanista russa
- 1979 - Agnieszka Stanuch, canoista polacca
- 1979 - Stromile Swift, ex cestista statunitense
- 1979 - Alex Tanguay, ex hockeista su ghiaccio canadese
- 1979 - Sa'id al-Ghamdi, terrorista saudita († 2001)
- 1980 - Laura Donghi, ex calciatrice italiana
- 1980 - Olav Magne Dønnem, ex saltatore con gli sci norvegese
- 1980 - Anđelko Đuričić, ex calciatore serbo
- 1980 - Nikolaj Durov, informatico e matematico russo
- 1980 - Adimichinobe Echemandu, ex giocatore di football americano nigeriano
- 1980 - Leonardo González, ex calciatore costaricano
- 1980 - Martin Kraus, ex sciatore alpino tedesco
- 1980 - Tim Lambesis, cantante statunitense
- 1980 - Arnal Llibert, ex calciatore spagnolo
- 1980 - Angel Long, attrice pornografica britannica
- 1980 - João Soares da Mota Neto, ex calciatore brasiliano
- 1980 - Vivetta Ponti, stilista italiana
- 1980 - Wylder Rodríguez, ex giocatore di calcio a 5 guatemalteco
- 1980 - Kazumichi Takagi, allenatore di calcio e ex calciatore giapponese
- 1980 - Hiroyuki Tomita, ex ginnasta giapponese
- 1981 - Ben Adams, cantautore britannico
- 1981 - Tony Azevedo, pallanuotista statunitense
- 1981 - Sebastián Creus, pallavolista argentino
- 1981 - Erika Dicht, ex sciatrice alpina svizzera
- 1981 - Goran Fiorentini, pallanuotista croato
- 1981 - Tekkyū Kayō, pilota motociclistico giapponese
- 1981 - Werknesh Kidane, ex mezzofondista etiope
- 1981 - Miloš Korolija, ex pallanuotista e allenatore di pallanuoto serbo
- 1981 - Ainārs Kovals, giavellottista lettone
- 1981 - Jonny Magallón, ex calciatore messicano
- 1981 - Amra Mehmedić, ex cestista bosniaca
- 1981 - Simona Păduraru, nuotatrice rumena
- 1981 - Park Hae-soo, attore sudcoreano
- 1981 - Akshay Venkatesh, matematico indiano
- 1981 - Pedro Costa, ex calciatore portoghese
- 1982 - Ryan Carnes, attore statunitense
- 1982 - María Cotiello, attrice spagnola
- 1982 - Paul W. Downs, attore, sceneggiatore e regista statunitense
- 1982 - Mychajlo Drapatyj, generale ucraino
- 1982 - Abraham Enoch, ex calciatore papuano
- 1982 - Francesco Lorenzi, cantautore, musicista e produttore discografico italiano
- 1982 - John Lucas, ex cestista e allenatore di pallacanestro statunitense
- 1982 - Lissie, cantautrice statunitense
- 1982 - Joseph Perrino, attore statunitense
- 1982 - Pablo Salazar, ex calciatore costaricano
- 1982 - Rachid Soulaimani, calciatore marocchino
- 1982 - Shevon Stoddart, ex ostacolista giamaicana
- 1982 - Chekrovolü Swüro, ex arciera indiana
- 1982 - Kheiron, attore, comico e regista francese
- 1983 - Zaid Abbas, cestista giordano
- 1983 - Brie Bella, personaggio televisivo e ex wrestler statunitense
- 1983 - Nikki Bella, personaggio televisivo e wrestler statunitense
- 1983 - Lorenzo Bucchi, allenatore di calcio e ex calciatore italiano
- 1983 - Daniela Iraschko, ex saltatrice con gli sci e calciatrice austriaca
- 1983 - Caroline Knutsen, ex calciatrice norvegese
- 1983 - Blake McGrath, ballerino, cantante e attore canadese
- 1983 - Guneet Monga, produttrice cinematografica indiana
- 1983 - Emmanuel Okoduwa, ex calciatore nigeriano
- 1983 - Glorimar Ortega, pallavolista portoricana
- 1983 - Serge Pauwels, ex ciclista su strada belga
- 1983 - Márcio Rosário, ex calciatore brasiliano
- 1983 - Claire van der Boom, attrice australiana
- 1984 - Ante Batarelo, calciatore croato
- 1984 - Álvaro Bautista, pilota motociclistico spagnolo
- 1984 - Duilio Birindelli, cestista argentino
- 1984 - Josh Boone, ex cestista statunitense
- 1984 - Sara Dossena, maratoneta, mezzofondista e triatleta italiana
- 1984 - Hope Dworaczyk, modella statunitense
- 1984 - Lindsey Haun, attrice e cantante statunitense
- 1984 - Andrej Hočevar, allenatore di hockey su ghiaccio e ex hockeista su ghiaccio sloveno
- 1984 - Linda Itunu, rugbista a 15 e allenatore di rugby a 15 neozelandese
- 1984 - Jena Malone, attrice statunitense
- 1984 - Tasha Schwikert, ex ginnasta statunitense
- 1984 - Yasemin Smit, pallanuotista olandese
- 1985 - John Beattie, ex rugbista a 15 britannico
- 1985 - Ronny Chieng, attore e comico malese
- 1985 - Maria Diana, lottatrice italiana
- 1985 - Ruelle, cantante statunitense
- 1985 - Michael Gmeiner, ex sciatore alpino austriaco
- 1985 - Carly Rae Jepsen, cantautrice e attrice canadese
- 1985 - Aleksandr Kutuzov, hockeista su ghiaccio russo
- 1985 - Filipe Morais, ex calciatore portoghese
- 1985 - Ismaël Omar Mostefaï, terrorista francese († 2015)
- 1985 - Nadine Müller, discobola tedesca
- 1985 - Jesús Navas, ex calciatore spagnolo
- 1985 - Wayne Odesnik, ex tennista statunitense
- 1985 - Esteban Sachetti, calciatore argentino
- 1985 - Nicola Silvestri, calciatore italiano
- 1985 - Sisse Marie, cantante, modella e conduttrice televisiva danese
- 1985 - Guy Wilson, attore statunitense
- 1986 - Colleen Ballinger, comica, attrice e cantante statunitense
- 1986 - Johannes van den Bergh, ex calciatore tedesco
- 1986 - Ben Bishop, ex hockeista su ghiaccio statunitense
- 1986 - Kristof Goddaert, ciclista su strada belga († 2014)
- 1986 - Michael Haukås, ex calciatore norvegese
- 1986 - Kim Han-byeol, cestista statunitense
- 1986 - Evgenij Konjuchov, ex calciatore russo
- 1986 - Ksenija Kovalenko, pallavolista azera
- 1986 - Gastón Lezcano, calciatore argentino
- 1986 - Raffaella Manieri, ex calciatrice italiana
- 1986 - Tomohiko Miyazaki, calciatore giapponese
- 1986 - Sam Palladio, attore e musicista britannico
- 1986 - Tommy Tobar, calciatore colombiano
- 1986 - Xavier Torres Buigues, ex calciatore spagnolo
- 1987 - Pablo Eduardo Caballero, calciatore uruguaiano
- 1987 - Jakob Dallevedove, ex calciatore tedesco
- 1987 - Giorgi Diak'vnishvili, ex calciatore georgiano
- 1987 - Andrew Driver, ex calciatore inglese
- 1987 - Aimee-Ffion Edwards, attrice e cantante gallese
- 1987 - Stefan Glarner, ex calciatore svizzero
- 1987 - Vasyl' Hrycuk, ex calciatore ucraino
- 1987 - Markel Humphrey, cestista statunitense
- 1987 - Andy Russell, calciatore inglese
- 1987 - Tim Schwartz, ex cestista tedesco
- 1987 - Neha Sharma, attrice indiana
- 1987 - Jakub Šiřina, cestista e allenatore di pallacanestro ceco
- 1987 - Lee Smith, ex giocatore di football americano statunitense
- 1987 - Andrew Wheating, ex mezzofondista statunitense
- 1988 - Sina Candrian, snowboarder svizzera
- 1988 - La'Marshall Corbett, ex cestista statunitense
- 1988 - Paulo Vítor, calciatore brasiliano
- 1988 - Eric Frenzel, ex combinatista nordico tedesco
- 1988 - Yordanis García, ex multiplista cubano
- 1988 - Muhamed Huseini, calciatore macedone
- 1988 - Nikita Lobincev, nuotatore russo
- 1988 - Patrícia Mamona, triplista portoghese
- 1988 - Larry Sanders, cestista statunitense
- 1988 - Pieter Serry, ciclista su strada belga
- 1988 - Aaron Smith, rugbista a 15 neozelandese
- 1988 - Greg Tansey, ex calciatore inglese
- 1988 - Len Valjas, ex fondista canadese
- 1988 - Ludovic Vaty, cestista francese († 2023)
- 1988 - Bobby Warshaw, ex calciatore statunitense
- 1988 - Sylvester Williams, giocatore di football americano statunitense
- 1989 - Ali Al-Bulaihi, calciatore saudita
- 1989 - Mark Beevers, calciatore inglese
- 1989 - Sadie Bjornsen, fondista statunitense
- 1989 - Will Buckley, ex calciatore inglese
- 1989 - Dárvin Chávez, ex calciatore messicano
- 1989 - Fabian Delph, ex calciatore inglese
- 1989 - Mohamed Ihab, sollevatore egiziano
- 1989 - Brett Maher, giocatore di football americano statunitense
- 1989 - Andi Ribaj, ex calciatore albanese
- 1989 - Elise Ringen, ex biatleta norvegese
- 1989 - Antoine Roussel, hockeista su ghiaccio francese
- 1989 - Chris Singleton, cestista statunitense
- 1989 - Jesulito, giocatore di calcio a 5 spagnolo
- 1989 - Khyri Thornton, giocatore di football americano statunitense
- 1989 - Justin Tucker, giocatore di football americano statunitense
- 1989 - Mateo Túnez, pilota motociclistico spagnolo
- 1990 - Andre Blake, calciatore giamaicano
- 1990 - Cameron Bolton, snowboarder australiano
- 1990 - Mehdi Courgnaud, calciatore francese
- 1990 - Jimmy Dzingai, calciatore zimbabwese
- 1990 - Rosaline Elbay, attrice egiziana
- 1990 - Ramiro González Hernández, calciatore argentino
- 1990 - Nigel Hasselbaink, ex calciatore olandese
- 1990 - Matthew Lund, calciatore inglese
- 1990 - Simon Makienok, calciatore danese
- 1990 - Emmanuel Mayuka, ex calciatore zambiano
- 1990 - Mustii, cantante e attore belga
- 1990 - Danielle Rowe, ex pistard e ciclista su strada britannica
- 1990 - Ilie Sánchez, calciatore spagnolo
- 1990 - Georgie Twigg, ex hockeista su prato britannica
- 1990 - Otto Wallin, pugile svedese
- 1990 - Jamil Wilson, cestista statunitense
- 1990 - Moustapha Zeghba, calciatore algerino
- 1991 - Almaz Ayana, maratoneta e mezzofondista etiope
- 1991 - Vincent Buffet, giocatore di football americano francese
- 1991 - Diego Demme, calciatore tedesco
- 1991 - Lewis Dunk, calciatore inglese
- 1991 - Súper, calciatore spagnolo
- 1991 - Deborah Iurato, cantautrice italiana
- 1991 - Chris McCain, giocatore di football americano statunitense
- 1991 - Thapelo Phora, velocista sudafricano
- 1991 - Matteo Pisseri, calciatore italiano
- 1991 - Jonathan Rasheed, calciatore svedese
- 1991 - Adina Stoiedin, ex cestista rumena
- 1991 - Thibaut Van Acker, calciatore belga
- 1991 - Maurice Walker, cestista canadese
- 1992 - Davido, cantante e produttore discografico nigeriano
- 1992 - Jorge Aparicio, calciatore guatemalteco
- 1992 - Harry Bunn, calciatore inglese
- 1992 - Aleksandar Damčevski, calciatore macedone
- 1992 - Nicolas Dougall, ex ciclista su strada sudafricano
- 1992 - Price Jarman, pallavolista statunitense
- 1992 - Matej Kochan, ex calciatore slovacco
- 1992 - Mireia Lalaguna, modella e attrice spagnola
- 1992 - Conor Maynard, cantautore e youtuber inglese
- 1992 - Wellington Nascimento Carvalho, calciatore brasiliano
- 1992 - Yoann Salmier, calciatore francese
- 1992 - Rino Sashihara, conduttrice televisiva e produttrice discografica giapponese
- 1992 - Mark Tollefsen, ex cestista statunitense
- 1993 - Jack Beaumont, ex canottiere britannico
- 1993 - Georgij Džikija, calciatore russo
- 1993 - Michail Markin, calciatore russo
- 1993 - Cooper Rush, giocatore di football americano statunitense
- 1993 - Bojan Sanković, calciatore montenegrino
- 1993 - Patrik Šorm, velocista ceco
- 1994 - Martín Bengoa, calciatore spagnolo
- 1994 - Lorenzo Briganti, pallanuotista italiano
- 1994 - Aaron Evans, calciatore australiano
- 1994 - Rocco Hunt, cantautore e rapper italiano
- 1994 - Bubacarr Jobe, calciatore gambiano
- 1994 - Miyu Katō, tennista giapponese
- 1994 - Risako Kawai, lottatrice giapponese
- 1994 - Tat'jana Nabieva, ex ginnasta russa
- 1994 - Luke O'Nien, calciatore inglese
- 1994 - Saúl Ñíguez, calciatore spagnolo
- 1994 - Jeanelle Scheper, altista santaluciana
- 1994 - Wyatt Teller, giocatore di football americano statunitense
- 1994 - Mike Torres, cestista spagnolo
- 1994 - Gabriele Ugherani, giocatore di calcio a 5 italiano
- 1994 - Cecilia Zorzi, velista italiana
- 1995 - Aaron Altaras, attore tedesco
- 1995 - Chris Chiozza, cestista statunitense
- 1995 - Sindri Guðmundsson, giavellottista islandese
- 1995 - Frankie Kent, calciatore inglese
- 1995 - Valeria León, pallavolista portoricana
- 1995 - Liu Sheng-yi, ex calciatore taiwanese
- 1995 - Jonathan Marulanda, calciatore colombiano
- 1995 - Mateus de Sá, triplista brasiliano
- 1995 - Jeppe Simonsen, calciatore danese
- 1995 - Theresa Stoll, judoka tedesca
- 1996 - Kristoffer Haugland, ex sciatore alpino norvegese
- 1996 - Marlo Kelly, attrice australiana
- 1996 - Miki Kodama, fondista giapponese
- 1996 - Miguel Loureiro, calciatore spagnolo
- 1996 - Gina Lückenkemper, velocista tedesca
- 1996 - Tyler Mabry, giocatore di football americano statunitense
- 1996 - Billy Major, sciatore alpino britannico
- 1996 - Vladyslav Mazur, lunghista ucraino
- 1996 - Daniel Muñoz, ciclista su strada colombiano
- 1996 - John Poland, rugbista a 15 irlandese
- 1996 - Anna Rodionova, ex ginnasta russa
- 1996 - Grace Van Patten, attrice statunitense
- 1996 - Juninho, calciatore brasiliano
- 1996 - Charlotte Wingfield, velocista maltese
- 1997 - Bonfils-Caleb Bimenyimana, calciatore burundese
- 1997 - Sethu, cantautore e rapper italiano
- 1997 - Gao Xinyu, tennista cinese
- 1997 - Reo Hatate, calciatore giapponese
- 1997 - Toni Lato, calciatore spagnolo
- 1997 - Romana Maggiora Vergano, attrice italiana
- 1997 - Anderson Oliveira Silva, calciatore brasiliano
- 1997 - André Clovis, calciatore brasiliano
- 1998 - Amit Cohen, calciatore israeliano
- 1998 - Luke Goedeke, giocatore di football americano statunitense
- 1998 - Yūna Hiraiwa, ginnasta giapponese
- 1998 - Florian Loriot, sciatore alpino francese
- 1998 - Kevin Minda, calciatore ecuadoriano
- 1998 - Nathan Trott, calciatore inglese
- 1998 - Vaggelīs Paulidīs, calciatore greco
- 1998 - Takuya Yasui, calciatore giapponese
- 1999 - Islam Chesnokov, calciatore kazako
- 1999 - Jimmy Ekua, calciatore equatoguineano
- 1999 - Isaiah Firebrace, cantante australiano
- 1999 - Fenna Kalma, calciatrice olandese
- 1999 - Hunter McElrea, pilota automobilistico neozelandese
- 2000 - Éric Junior Dina Ebimbe, calciatore francese
- 2000 - Dajan Hashemi, calciatrice danese
- 2000 - Will Hondermarck, calciatore congolese (Repubblica del Congo)
- 2000 - Isabel May, attrice statunitense
- 2000 - Matt O'Riley, calciatore danese

## XXI secolo(30)
- 2001 - Stergios-Marios Bilas, nuotatore greco
- 2001 - Girmawit Gebrzihair, mezzofondista etiope
- 2001 - Nick Herbig, giocatore di football americano statunitense
- 2001 - Andri Moser, sciatore alpino svizzero
- 2001 - Lucas Naranjo, calciatore argentino
- 2001 - Stefano Nepa, pilota motociclistico italiano
- 2001 - Santiago Ramos Mingo, calciatore argentino
- 2001 - Matisse Samoise, calciatore belga
- 2001 - Zohar Zasno, calciatore israeliano
- 2002 - Matías Arezo, calciatore uruguaiano
- 2002 - Mihajlo Baić, calciatore serbo
- 2002 - Juan Francisco Fernández, cestista argentino
- 2002 - Fabricio López, calciatore argentino
- 2002 - Mamadou Mbacke, calciatore senegalese
- 2002 - Kevor Palumets, calciatore estone
- 2002 - Josué Tiendrébéogo, calciatore burkinabé
- 2002 - Besfort Zeneli, calciatore svedese
- 2002 - David Čavić, calciatore bosniaco
- 2003 - Bilal Mazhar, calciatore egiziano
- 2003 - Edison Azcona, calciatore dominicano
- 2003 - Giulio Pellizzari, ciclista su strada italiano
- 2003 - Wang Liangyao, saltatrice con gli sci cinese
- 2004 - Liza Backlund, sciatrice alpina svedese
- 2004 - Anton Knoll, tuffatore austriaco
- 2004 - Rico Lewis, calciatore inglese
- 2004 - Mateo Mendoza, calciatore argentino
- 2004 - Wilmer Odefalk, calciatore svedese
- 2005 - Roger Fernandes, calciatore guineense
- 2005 - Jesús Rodríguez Caraballo, calciatore spagnolo
- 2006 - Ryan Francisco, calciatore brasiliano

## Senza anno specificato(1)
- Goretta Traverso, scrittrice e alpinista italiana